# 17889 Ліхті
17889 Ліхті (17889 Liechty) — астероїд головного поясу, відкритий 20 лютого 1999 року.
Тіссеранів параметр щодо Юпітера — 3,510.